# Luis F. de Armas
Pour les articles homonymes, voir Armas.
Luis F. de Armas est un arachnologiste cubain, né le 3 janvier 1945 à La Esperanza.
Il est un spécialiste des arachnides néotropicaux.
Il travaille à l'Instituto de Ecología y Sistemática à La Havane et est membre de l'Academia de Ciencias de Cuba.

## Espèces nommées en son honneur
- Sphaerodactylus armasi Schwartz & Garrido, 1974[1]
- Mexobisium armasi Muchmore, 1980
- Cubazomus armasi (Rowland & Reddell, 1981)
- Carios armasi (de la Cruz & Estrada-Peña, 1995)
- Luisarmasius Reddell & Cokendolpher, 1995

## Quelques taxons décrits
- Alayotityus Armas, 1973
- Alayotityus delacruzi Armas, 1973
- Alayotityus granma Armas, 1984
- Alayotityus juraguaensis Armas, 1973
- Alayotityus nanus Armas, 1973
- Alayotityus sierramaestrae Armas, 1973
- Antillostenochrus  Armas & Teruel, 2002
- Antillostenochrus alejandroi  (Armas, 1989)
- Antillostenochrus cokendolpheri  Armas & Teruel, 2002
- Antillostenochrus gibarensis  Armas & Teruel, 2002
- Antillostenochrus holguin  Armas & Teruel, 2002
- Antillostenochrus subcerdoso  Armas & Teruel, 2002
- Antillotrecha Armas, 1994
- Antillotrecha fraterna Armas, 1994
- Antillotrecha iviei Armas, 2002
- Antillotrecha disjunctodens Armas & Teruel 2005
- Antillotrecha guama Armas & Teruel 2005
- Belicenochrus Armas & Víquez, 2010
- Belicenochrus peckorum Armas & Víquez, 2010
- Belicenochrus pentalatus Armas & Víquez, 2010
- Centruroides alayoni Armas, 1999
- Centruroides anchorellus Armas, 1976
- Centruroides arctimanus (Armas, 1976)
- Centruroides bani Armas & Marcano Fondeur, 1987
- Centruroides baracoae Armas, 1976
- Centruroides fallassisimus Armas & Trujillo, 2010
- Centruroides farri Armas, 1976
- Centruroides hoffmanni Armas, 1996
- Centruroides jaragua Armas, 1999
- Centruroides luceorum Armas, 1999
- Centruroides marcanoi Armas, 1981
- Centruroides orizaba Armas & Martin-Frias, 2003
- Centruroides platnicki Armas, 1981
- Centruroides robertoi Armas, 1976
- Centruroides sissomi Armas, 1996
- Centruroides tuxtla Armas, 1999
- Centruroides underwoodi Armas, 1976
- Cokendolpherius Armas, 2002
- Cokendolpherius ramosi Armas, 2002
- Guanazomus Teruel & Armas, 2002
- Guanazomus armatus Teruel & Armas, 2002
- Heteronochrus Armas & Víquez, 2010
- Heteronochrus estor Armas & Víquez, 2010
- Mastigoproctus ayalai Viquez & Armas, 2007
- Mastigoproctus pelegrini Armas, 2000
- Mayacentrum  Víquez & Armas, 2006
- Mayacentrum guatemalae  Víquez & Armas, 2006
- Mayacentrum pijol  Víquez & Armas, 2006
- Opisthacanthus brevicauda Rojas-Runjaic, Borges & Armas, 2008
- Phrynus cozumel Armas, 1995
- Phrynus decoratus Teruel & Armas, 2005
- Phrynus eucharis Armas & Perez Gonzalez, 2001
- Phrynus garridoi Armas, 1994
- Phrynus hispaniolae Armas & Perez Gonzalez, 2001
- Phrynus hoffmannae Armas & Gadar, 2004
- Phrynus kennidae Armas & Perez Gonzalez, 2001
- Phrynus maesi Armas, 1995
- Phrynus noeli Armas & Perez, 1994
- Phrynus palenque Armas, 1995
- Phrynus panche Armas & Angarita Arias 2008
- Phrynus pinero Armas & Avila Calvo, 2000
- Phrynus pseudoparvulus Armas & Viquez, 2001
- Pseudocellus pachysoma Teruel & Armas, 2008
- Ravilops Viquez & Armas, 2005
- Ravilops wetherbeei (Armas, 2002)
- Reddellzomus Armas, 2002
- Reddellzomus cubensis Armas, 2002
- Tityopsis Armas, 1974
- Tityopsis aliciae Armas & Frias, 1998
- Tityopsis inaequalis (Armas, 1974)
- Valeriophonus Viquez & Armas, 2005
- Wayuuzomus Armas & Colmenares, 2006
- Wayuuzomus gonzalezspongai Armas & Colmenares, 2006